# Wayne Kramer (réalisateur)
Pour les articles homonymes, voir Wayne Kramer.
Wayne Kramer est un scénariste, réalisateur et monteur sud-africain né en 1965 en Afrique du Sud.

## Filmographie

### comme monteur
- 1992 : Blazeland

### comme réalisateur
- 1992 : Blazeland
- 2003 : Lady Chance (The Cooler)
- 2006 : La Peur au ventre (Running Scared),
- 2009 : Droit de passage (Crossing Over)
- 2013 : American Stories (Pawn Shop Chronicles)

### comme scénariste
- 1992 : Blazeland
- 2003 : Lady Chance (The Cooler)
- 2004 : Profession profiler (Mindhunters)
- 2006 : La Peur au ventre (Running Scared)
- 2009 : Droit de passage (Crossing Over)